# Metroid Prime 4
A Metroid Prime 4 egy hamarosan megjelenő videójáték, amit a Retro Studios fejleszt és a Nintendo fogja kiadni Nintendo Switch-re. A játékot a 2017-es E3 Nintendo Directjében jelentették be először, és egyes hírek szerint a Bandai Namco Studios fejlesztette eredetileg. 2019 elején a fejlesztést újrakezdte a Retro Studios, a korábbi Metroid Prime játékok fejlesztője, megtartva a producert Tanabe Kenszukét.

## Fejlesztés
A Nintendo a Metroid Prime 4-et 2017 júniusában jelentette be az E3 rendezvényén. Röviddel a bejelentés után Bill Trinen a Nintendo of America vezető termékmarketing menedzsere megerősítette, hogy a Metroid Prime 4 készítésében részt vesz a producer Kenszuke Tanabe, de nem a Retro Studios fogja fejleszteni, akik a korábbi Metroid Prime játékokat fejlesztették. Az Eurogamer jelentése szerint a Prime 4-et a japán és szingapúri Bandai Namco stúdiók fejlesztik; a Bandai Singapore munkatársai közzé tartoznak korábbi LucasArts munkatársak, akik az elkaszált Star Wars 1313-on dolgoztak.
2018-ban az Nintendo of America akkori elnöke Reggie Fils-Aimé azt állította, hogy a Metroid Prime 4 fejlesztése „jól halad”. Ugyanakkor a Nintendo nem mutatta a játékot a 2018-as E3 prezentációjukban, és azt mondták, hogy csak akkor osztanának meg több információt, ha „lesz valamijük, ami lenyűgözné az embereket”.
2019 januárjában egy videóban a Nintendo EPD vezérigaztatója Takahasi Sinja bejelentette, hogy Metroid Prime 4 fejlesztését újrakezdték a Retro Studiosal és Tanabéval. Takahasi azt mondta, hogy a korábbi stúdió fejlesztése nem felelt meg a Nintendo színvonalának, és úgy döntöttek, hogy a projektet nem veszik félvállról. A Nintendo részvényára 2,8 százalékkal csökkent a bejelentést követő héten.
2020 októberében a Retro álláshirdetést tett közzé, keresvén storyboard művészeket, hogy dolgozzanak „érzelmi” és „érdekes és innovatív jeleneteken, amik felemelik a narratívát”; a Video Games Chronicle szerint ez jelzése annak, hogy ez a játék még filmszerűbb lesz, mint a korábbi Metroid Prime játékok.

## Fordítás
- Ez a szócikk részben vagy egészben  a   Metroid_Prime 4 című angol Wikipédia-szócikk fordításán alapul.  Az eredeti cikk szerkesztőit annak laptörténete sorolja fel. Ez a jelzés csupán a megfogalmazás eredetét és a szerzői jogokat jelzi, nem szolgál a cikkben szereplő információk forrásmegjelöléseként.